# Catasetum lemosii
Catasetum lemosii är en orkidéart som beskrevs av Robert Allen Rolfe. Catasetum lemosii ingår i släktet Catasetum och familjen orkidéer. Inga underarter finns listade i Catalogue of Life.

## Bildgalleri

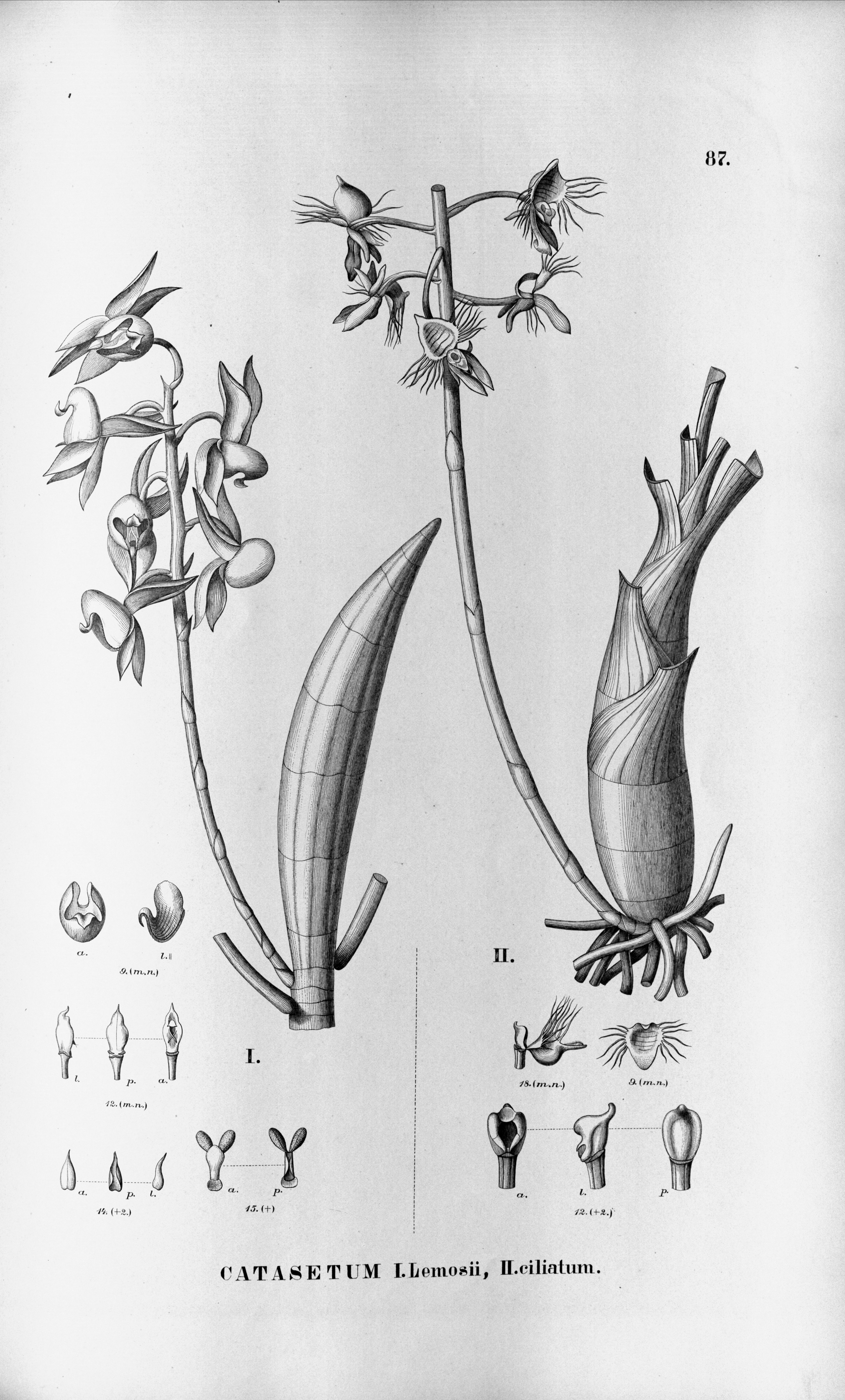